# Джоппа (Іллінойс)
Джоппа (англ. Joppa) — селище (англ. village) в США, в окрузі Массак штату Іллінойс. Населення — 350 осіб (2020).

## Географія
Джоппа розташована за координатами 37°12′33″ пн. ш. 88°50′49″ зх. д. / 37.20917° пн. ш. 88.84694° зх. д. (37.209266, -88.846999).  За даними Бюро перепису населення США в 2010 році селище мало площу 1,30 км², з яких 1,26 км² — суходіл та 0,05 км² — водойми.

## Демографія
Згідно з переписом 2010 року, у селищі мешкало 360 осіб у 138 домогосподарствах у складі 92 родин. Густота населення становила 276 осіб/км².  Було 168 помешкань (129/км²).
Расовий склад населення:
| - 89,2 % — білих - 8,6 % — чорних або афроамериканців - 0,6 % — корінних американців |

До двох чи більше рас належало 1,7 %. Частка іспаномовних становила 3,3 % від усіх жителів.
За віковим діапазоном населення розподілялося таким чином: 27,8 % — особи молодші 18 років, 58,0 % — особи у віці 18—64 років, 14,2 % — особи у віці 65 років та старші. Медіана віку мешканця становила 38,6 року. На 100 осіб жіночої статі у селищі припадало 100,0 чоловіків;  на 100 жінок у віці від 18 років та старших — 97,0 чоловіків також старших 18 років.
Середній дохід на одне домашнє господарство  становив 38 183 долари США (медіана — 31 406), а середній дохід на одну сім'ю — 40 900 доларів (медіана — 32 500). Медіана доходів становила 40 938 доларів для чоловіків та 17 917 доларів для жінок. За межею бідності перебувало 48,0 % осіб, у тому числі 59,4 % дітей у віці до 18 років та 34,0 % осіб у віці 65 років та старших.
Цивільне працевлаштоване населення становило 128 осіб. Основні галузі зайнятості: освіта, охорона здоров'я та соціальна допомога — 27,3 %, транспорт — 14,8 %, мистецтво, розваги та відпочинок — 14,1 %.